# NGC 3532

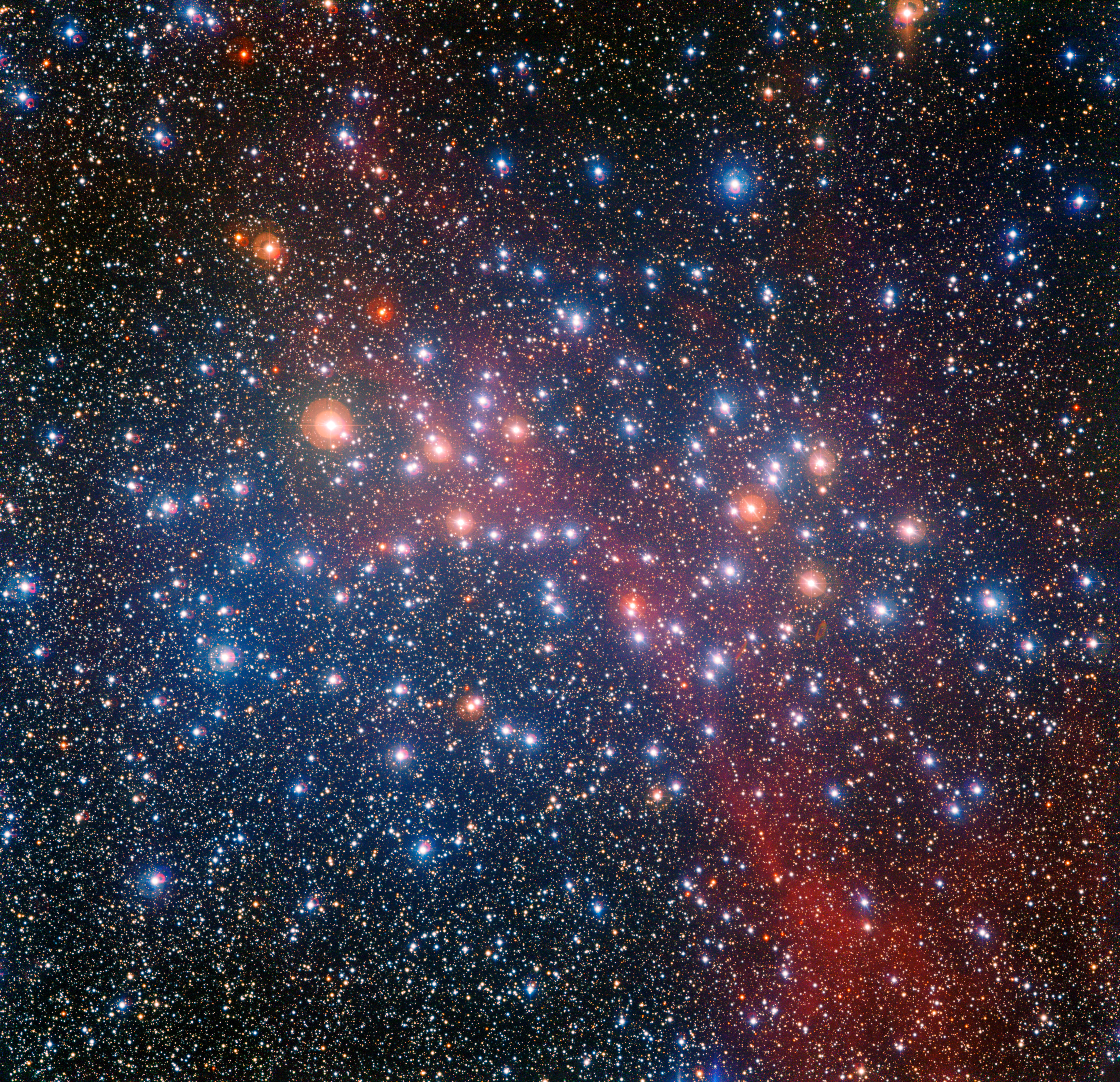
NGC 3532

NGC 3532 sau Caldwell 91 este un roi deschis din constelația Carena. Este format din aproximativ 150 de stele cu magnitudinea 7 sau mai puțin luminoase, printre care se numără șapte gigante roșii  și șapte pitice albe. Se află la aproximativ 1 320 de ani-lumină depărtare de Pământ. 